# Enaretta acaciarum
Enaretta acaciarum là một loài bọ cánh cứng trong họ Cerambycidae.